# Gregoria Lozoya Lag
Gregoria Lozoya Lag (Elche, ca. 1901 - Argelia, siglo XX) fue una dirigente comunista española.

## Biografía
Dirigente comunista ilicitana durante la Guerra Civil. Gregoria Lozoya formó parte del grupo de mujeres ilicitanas (las socialistas Rita García y Francisca Vázquez; las republicanas Matilde Iborra y Milagros Pelegrín o las comunistas Josefa Pastor o Gregoria Lozoya misma) que tuvieron, por primera vez en la historia de la ciudad, un protagonismo político, como miembros del Consejo Municipal. En el caso del Partido Comunista ilicitano, su presencia en la ciudad fue prácticamente invisible hasta 1936 y, sin embargo, a lo largo de los tres años de guerra mantuvo una lucha con el Partido Socialista por el control político y sindical de la ciudad. Mujeres socialistas y comunistas participaron también en aquella batalla política. Igual que ocurrió con el Partido Socialista y con la Unión Republicana –la CNT no llegó a nombrar ninguna mujer-, el Partido Comunista designó dos mujeres –Gregoria Lozoya y Josefa Pastor Brotons- como consejeras municipales el 1 de junio de 1938, por la incorporación a los frentes de guerra de Pascual Torres Aznar –secretario general del partido en Elche– y Francisco Gassó Martínez. Durante los meses previos, Gregoria Lozoya intervino al menos en dos actos políticos: el 29 de febrero de 1938 y al teatro Llorente tuvo lugar una función Pro-Combatientes organizada por la Agrupación de Mujeres Antifascistas y con la asistencia de los heridos de guerra. Se presentó el drama La fábrica vieja interpretado por el grupo artístico de Altavoz del Frente y cerró el acto Gregoria Lozoya. Posteriormente, el 17 de marzo de aquel mismo año el Partido Comunista convocó una Conferencia Sindical donde también tuvo un papel destacado. Como consejera municipal, Gregoria Lozoya trabajó en las comisiones de Agricultura; Plazas y Mercados; Festividades y Espectáculos; Policía y Ornamentación; y Beneficencia y Sanidad. Una de sus intervenciones en un pleno municipal fue en la sesión de 29 de junio de 1938 para exigir que se castigara con severidad los robos al campo. Con ocasión del segundo cumpleaños del inicio de la Guerra, el 18 de julio de 1938, tuvo lugar un mitin en la plaza de toros de Elche donde intervinieron como representantes de las diferentes organizaciones Gregoria Lozoya (PCE), Manuel Pomares Lérida (SRI), Clemente Santos (SIA), Mariano López Giménez (FAI), José Congost (AJA), Segundo García (Comité de Enlace CNT-UGT), Antonio Eulogio (partidos republicanos), Manuel Rodríguez (PSOE) y Rafael Millá (PCE).
El 14 de septiembre de 1938 el también comunista Antonio Moll Máñez fue nombrado consejero municipal en sustitución de Gregoria Lozoya Lag, por cambio de residencia. Un mes después, el 19 de octubre de 1938, volvía a formar parte del Consejo Municipal como sustituta en esta ocasión del secretario de organización del partido, José Ruiz Quirant. Su última intervención en un pleno se produjo el 18 de enero de 1939, cuando la Agrupación Socialista solicitó la creación de comedores infantiles para hijos de movilizados. Rita García (PSOE) y Gregoria Lozoya propusieron entonces que se atendiera también las madres que estuvieron trabajando. Por fin, con motivo del golpe de Casado en Madrid contra el gobierno de Juan Negrín, el 6 de marzo de 1938 fueran encarcelados los militantes comunistas Jacinto Alemañ, Luis Crespo, Josefa Pastor, Francisco Antón, Apolo Barrios, Pedro Belmonte, y Antonio Moll y Gregoria Lozoya. El gobernador civil de Alicante, el socialista ilicitano Manuel Rodríguez Martínez, permitió que todos ellos fueron liberados, de forma que pudieran marchar al exilio en el barco Stanbrook, el 28 de marzo de 1939. Debió de morir al exilio porque, que sepamos, no está sepultada a ninguno de los dos cementerios ilicitanos.